# اعتراضات ۲۰۱۱–۲۰۱۲ کویت
اعتراضات ۲۰۱۱–۲۰۱۲ کویت به مجموعه تظاهراتی برای اصلاحات دولتی در کشور کویت اشاره دارد. در نوامبر ۲۰۱۱، دولت کویت در واکنش به اعتراضات استعفا داد و کویت را به یکی از چندین کشور متأثر از بهار عربی تبدیل کرد که تغییرات عمده دولتی را به دلیل ناآرامی‌ها تجربه کرد. اعتراضات با افراد بدون تابعیت آغاز شد.